# Dionysus (canción)
«Dionysus» es una canción grabada por la boy band surcoreana BTS. Fue lanzada digitalmente el 12 de abril de 2019 como parte del EP Map of the Soul: Persona.

## Antecedentes y lanzamiento
Big Hit Entertainment adelantó el título de la canción cuando publicó una descripción de Dioniso en su sitio web oficial, tras esto la palabra fue tendencia en Twitter a nivel mundial. El anuncio del tema se dio con el lanzamiento de la lista de canciones del EP Map of the Soul: Persona, unos días antes de que saliera al mercado, el 12 de abril de 2019. También se dieron pistas de la canción en las fotos conceptuales del álbum, en las que los miembros aparecen posando con uvas.

## Promoción
BTS promocionó la canción en Corea en varios programas de música, incluyendo Inkigayo, Show! Music Core, Music Bank, y M! Countdown.

## Composición y letras
En una conferencia de prensa, RM describió a la canción como un tema honesto sobre «la alegría y dolor de crear algo». Su nombre es una referencia al dios griego del mismo nombre, conocido por el libertinaje y el exceso. Musicalmente, la pista mezcla una variedad de géneros, como el rap rock, synth-pop, y hip-hop.
En cuanto a su letra, la canción trata sobre el estrellato, el legado y la integridad artística. Algunos de estos temas pueden ser difíciles de identificar debido a que superficialmente parece un tema de fiesta. El grupo canta «Bebe, bebe, ¡bebe!» en diferentes intervalos, sin embargo las letras muestran una actitud auto reflexiva, especialmente cuando Suga dice: «¿Acaso importa si soy un ídolo o un artista?» Además, se vincula a una de sus antiguas canciones, «Idol», en la que hacían las mismas preguntas de reflexión.

## Recepción
Jason Lipshutz de Billboard se refirió a la canción como «el tema más extravagante que BTS ha publicado». En cambio, Jess Lau de The 405 dijo que «Dionysus» es «el sencillo que más destaca» y está «lleno de actitud y confianza», mientras que Salvatore Maicki, de The Fader, mencionó que es un tema de tono furioso con alusiones al alcohol.

## Posicionamiento en listas

### Semanales
| Lista (2019)                                    | Mejor Posición |
| ----------------------------------------------- | -------------- |
| Canadá (Hot 100)                                | 88             |
| Corea del Sur (Gaon)                            | 21             |
| Corea del Sur (K-pop Hot 100)                   | 6              |
| Eslovaquia (IFPI)                               | 95             |
| Estados Unidos (Bubbling Under Hot 100 Singles) | 11             |
| Estados Unidos (World Digital Song Sales)       | 5              |
| Hungría (MAHASZ)                                | 25             |
| Japón (Japan Hot 100)                           | 65             |
| Malasia (RIM)                                   | 11             |
| Reino Unido (Independent Singles)               | 14             |

## Ventas
| País                       | Ventas |
| -------------------------- | ------ |
| Estados Unidos (Billboard) | 7 800  |